# 圖瓦納伊索洛島

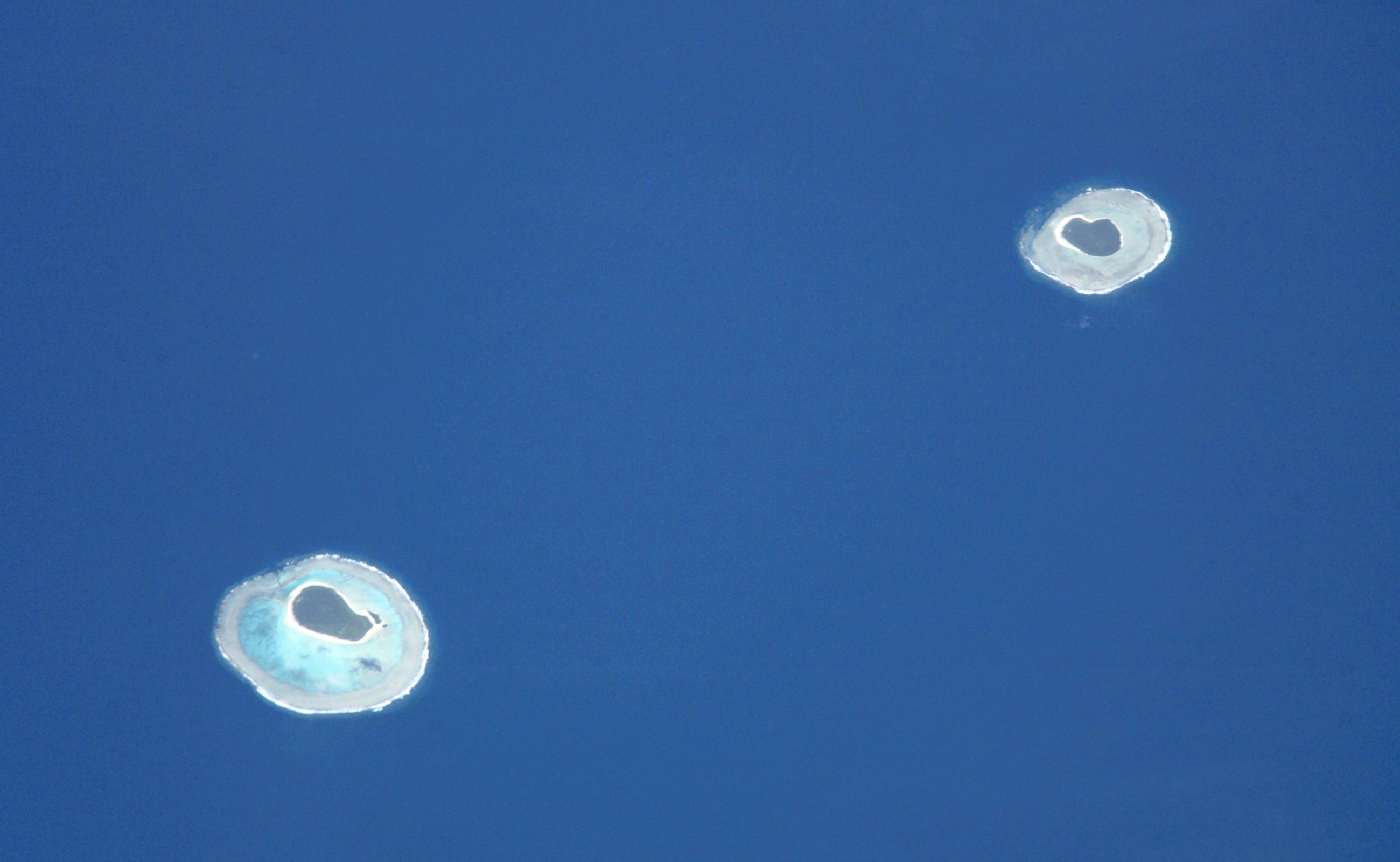

圖瓦納伊索洛島是斐濟的島嶼，位於奧諾勞島以南約25公里的太平洋海域，長1.7公里、寬1.65公里，土地面積0.38平方公里，總面積2.25平方公里，島上無人居住。